# Pałac w Uboczu Górnym
Pałac w Uboczu Górnym (niem. Oberschloss Schosdorf) –  pałac we wsi Ubocze Górne.
Pałac  wybudowany w połowie XIX w. jest częścią zespołu pałacowo-parkowego z parkiem również z XIX w.

## Zobacz
- Dwór w Uboczu
- Pałac w Uboczu-Kolonii
- Pałac w Uboczu Średnim